# 1996-os Formula–1 olasz nagydíj
Az olasz nagydíj volt az 1996-os Formula–1 világbajnokság tizennegyedik futama.

## Futam
| Helyezés | #  | Versenyző             | Csapat/Motor       | Futott körök | Idő/Kiesés oka | Rajthely | Pontszám |
| -------- | -- | --------------------- | ------------------ | ------------ | -------------- | -------- | -------- |
| 1        | 1  | Michael Schumacher    | Ferrari            | 53           | 1:17:43,632    | 3        | 10       |
| 2        | 3  | Jean Alesi            | Benetton-Renault   | 53           | + 18,265       | 6        | 6        |
| 3        | 7  | Mika Häkkinen         | McLaren-Mercedes   | 53           | + 66,635       | 4        | 4        |
| 4        | 12 | Martin Brundle        | Jordan-Peugeot     | 53           | + 85,217       | 9        | 3        |
| 5        | 11 | Rubens Barrichello    | Jordan-Peugeot     | 53           | + 85,475       | 10       | 2        |
| 6        | 10 | Pedro Diniz           | Ligier-Mugen-Honda | 52           | + 1 kör        | 14       | 1        |
| 7        | 6  | Jacques Villeneuve    | Williams-Renault   | 52           | + 1 kör        | 2        |          |
| 8        | 17 | Jos Verstappen        | Footwork-Hart      | 52           | + 1 kör        | 15       |          |
| 9        | 14 | Johnny Herbert        | Sauber-Ford        | 51           | Motorhiba      | 12       |          |
| 10       | 18 | Katajama Ukjó         | Tyrrell-Yamaha     | 51           | + 2 kör        | 16       |          |
| Kiesett  | 16 | Ricardo Rosset        | Footwork-Hart      | 36           | Kicsúszás      | 19       |          |
| Kiesett  | 2  | Eddie Irvine          | Ferrari            | 23           | Kicsúszás      | 7        |          |
| Kiesett  | 20 | Pedro Lamy            | Minardi-Ford       | 12           | Motorhiba      | 18       |          |
| Kiesett  | 19 | Mika Salo             | Tyrrell-Yamaha     | 9            | Motorhiba      | 17       |          |
| Kiesett  | 15 | Heinz-Harald Frentzen | Sauber-Ford        | 7            | Kicsúszás      | 13       |          |
| Kiesett  | 5  | Damon Hill            | Williams-Renault   | 5            | Kicsúszás      | 1        |          |
| Kiesett  | 21 | Giovanni Lavaggi      | Minardi-Ford       | 5            | Motorhiba      | 20       |          |
| Kiesett  | 4  | Gerhard Berger        | Benetton-Renault   | 4            | Hidraulika     | 8        |          |
| Kiesett  | 9  | Olivier Panis         | Ligier-Mugen-Honda | 2            | Kicsúszás      | 11       |          |
| Kiesett  | 8  | David Coulthard       | McLaren-Mercedes   | 1            | Kicsúszás      | 5        |          |

## A világbajnokság élmezőnyének állása a verseny után
| H  | Versenyzők         | Pont | H  | Konstruktőrök    | Pont |
| -- | ------------------ | ---- | -- | ---------------- | ---- |
| 1. | Damon Hill         | 81   | 1. | Williams-Renault | 149  |
| 2. | Jacques Villeneuve | 68   | 2. | Benetton-Renault | 61   |
| 3. | Michael Schumacher | 49   | 3. | Ferrari          | 58   |
| 4. | Jean Alesi         | 44   | 4. | McLaren-Mercedes | 45   |
| 5. | Mika Häkkinen      | 27   | 5. | Jordan-Peugeot   | 20   |

## Statisztikák
Vezető helyen:
- Damon Hill: 5 (1-5)
- Jean Alesi: 25 (6-30)
- Michael Schumacher: 23 (31-53)

Michael Schumacher 22. győzelme, 25. leggyorsabb köre, Damon Hill 19. pole-pozíciója.
- Ferrari 108. győzelme.